# Rendez-vous en enfer
Pour plus de détails, voir Fiche technique et Distribution.
Rendez-vous en enfer (Born to Raise Hell) est un film américain réalisé par Lauro Chartrand, sorti en 2010. En France, le film est sorti directement en DVD le 1er mars 2011.

## Synopsis
Bobby (Steven Seagal) travaille pour Interpol. Il est envoyé dans les Balkans avec une équipe d'agents pour démanteler des réseaux de narcotrafiquants. Mais l'un des membres de son équipe se fait tuer, et cela mène Bobby à en faire une affaire personnelle.

## Fiche technique
- Titre original : Born to Raise Hell
- Titre français : Rendez-vous en enfer
- Réalisation : Lauro Chartrand
- Scénario : Steven Seagal
- Budget : 10 millions de dollars[1]
- Pays d’origine :  États-Unis
- Durée : 92 minutes
- Date de sortie :
  -  Japon : 11 décembre 2010

## Distribution
- Steven Seagal (VF : Jean-François Aupied) : Bobby
- Darren Shahlavi (VF : Tanguy Goasdoué) : Costel
- Zoltan Butuc : Dada
- Dan Badarau (VF : Denis Boileau) : Dimitri
- D. Neil Mark (VF : Emmanuel Curtil) : Steve
- George Remes (VF : Vincent Ropion) : Ronnie
- Claudiu Bleont (VF : Jérôme Pauwels) : Sorin
- Madalina Mariescu : Tami
- Calin Puia (VF : Luc Boulad) : Christian
- Cosmina Pasarin : Nina
- Alexandra Coman : Dorina
- Oana Jidoveanu : Tatia

Source et légende : Version française (VF) selon le carton de doublage.